# ФК Слобода Доње Бријање
ФК Слобода је фудбаски клуб из Доњег Бријања и тренутно се такмичи у међуопштинској јабланичкој лиги, шестом такмичарском нивоу српског фудбала. 